# Блакитне озеро (Єлизаветівка, Дніпропетровська область)
Блакитне озеро, Блакитні озера також Єлизаветівський Котлован — штучна водойма біля села Єлизаветівка Дніпровського району Дніпропетровської області.
Біля озера проходить автомобільний шлях Дніпро — Кам'янське.

## Назва
Блакитне озеро назване так через чисту прозору воду в якій відбивається небо.
Назва «Єлизаветівський Котлован» походить від села Єлизаветівка та котловану в якому добували пісок, що згодом став озером.

## Загальні відомості
Глибина озера до 20 метрів (існує легенда, що воно не має дна і сполучається з Чорним морем). Площа водного дзеркала — 200 тисяч квадратних метрів.
На озері також є підводні печери, в які занурюються дайвери.

## Туристичний центр

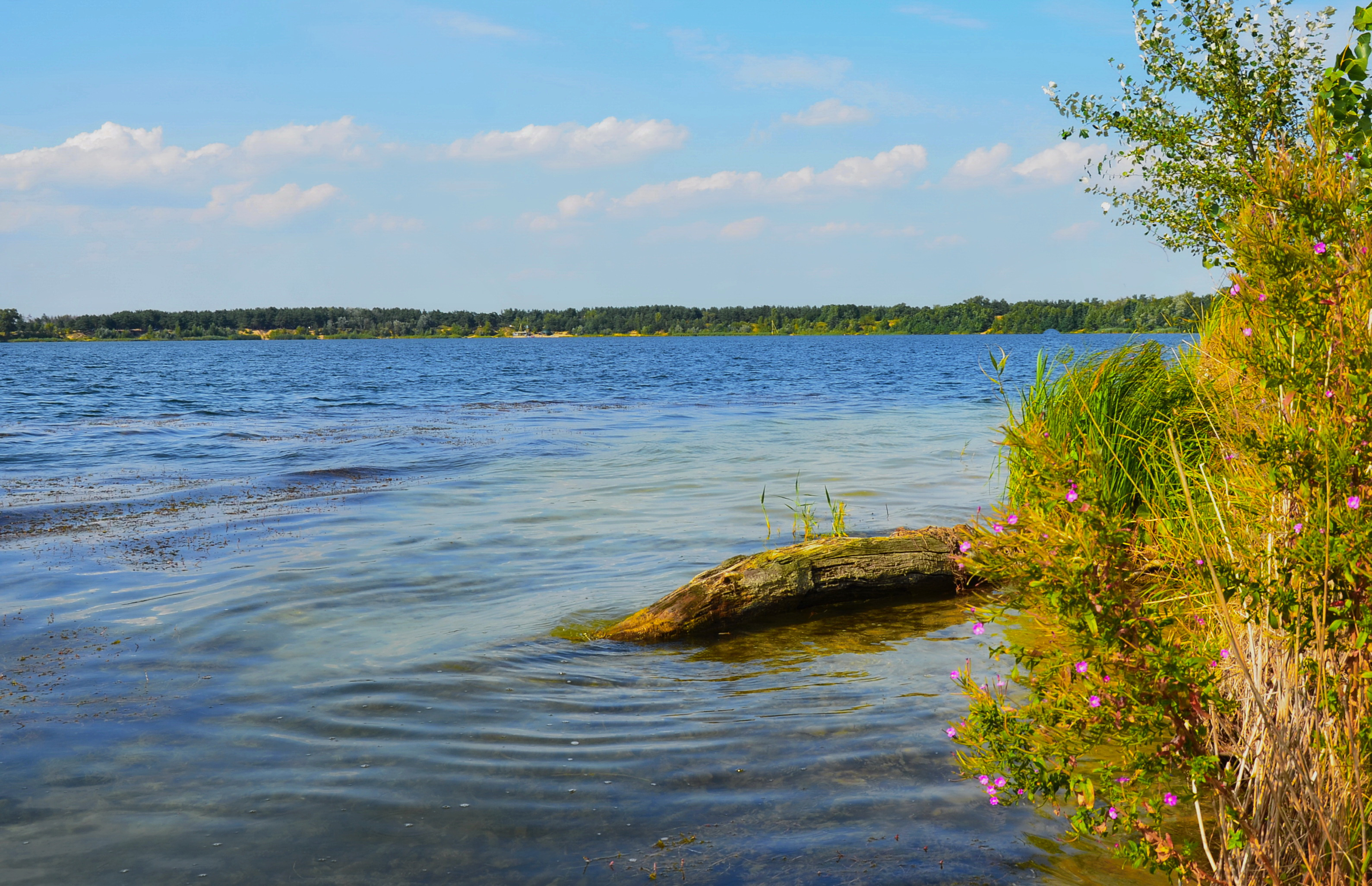

Блакитне озеро являється активним місцем відпочинку для жителів Єлизаветівки, Курилівки та Кам'янського. Біля озера розташовані кафе, альтанки, місця для мангалів, бази відпочинку «Афіни» і «Заїмка» та котеджне селище. З середини 2000-х років більша частина пляжів є платною з обмеженими доступом. Проте де-інде ще лишились загальнодоступні безкоштовні ділянки.

## Історія
У 1970-х роках на місці майбутнього озера було створено піщаний кар'єр для добування піску призначеного для зведення дніпродзержинського житлового масиву Лівий Берег. Пісок добували земснарядами, а по спеціально прокопаній гілці каналу надходила вода, яку згодом разом з піском качали в труби з допомогою яких намивали ґрунт для висотних будинків.
Внаслідок цього утворилася водойма, що сполучалася із Дніпром відгалуженням дренажного каналу «Прорізь», яким вода витікала до річки. Саме ж озеро живиться ґрунтовими водами.
У 1990-ті частина каналу сполучена з Блакитним озером була засипана, що призвело до початку процесу заболочення води озера.